# Pointe de Ronce
Der Pointe de Ronce (italienisch Punta Roncia) ist ein 3612 m hoher Berg in den Grajischen Alpen in Frankreich.
Der Pointe de Ronce liegt im Mont-Cenis-Bergmassiv und ist mit 3612 Metern dessen höchster Gipfel. Der Berg liegt 4,5 km nordöstlich oberhalb des Stausees Lac du Mont Cenis und fast 6 km nördlich der Grenze zwischen Frankreich und Italien auf französischem Staatsgebiet.
Die erste dokumentierte Besteigung fand am 15. Juli 1784 durch den französischen Naturwissenschafter Robert de Lamanon statt, der von Moncenisio kommend über das Plan des Cavales und die Südflanke den Berg mit dem Jäger Bouvier bestieg.